# Mistrzostwa Europy w Lekkoatletyce 1969
IX Mistrzostwa Europy w Lekkoatletyce rozgrywane były w dniach 16 - 21 września 1969 w Atenach.

## Mężczyźni

### konkurencje biegowe
| konkurencja                                    | złoto                                                                                  | złoto     | srebro                                                                           | srebro  | brąz                                                                             | brąz    |
| ---------------------------------------------- | -------------------------------------------------------------------------------------- | --------- | -------------------------------------------------------------------------------- | ------- | -------------------------------------------------------------------------------- | ------- |
| Bieg na 100 metrów (szczegóły)                 | Wałerij Borzow · ZSRR                                                                  | 10,4      | Alain Sarteur · Francja                                                          | 10,4    | Philippe Clerc · Szwajcaria                                                      | 10,5    |
| Bieg na 200 metrów (szczegóły)                 | Philippe Clerc · Szwajcaria                                                            | 20,6 CR   | Hermann Burde · NRD                                                              | 20,9    | Zenon Nowosz · Polska                                                            | 20,9    |
| Bieg na 400 metrów (szczegóły)                 | Jan Werner · Polska                                                                    | 45,7 CR   | Jean-Claude Nallet · Francja                                                     | 45,8    | Stanisław Grędziński · Polska                                                    | 45,8    |
| Bieg na 800 metrów (szczegóły)                 | Dieter Fromm · NRD                                                                     | 1:45,9 CR | Jozef Plachý · Czechosłowacja                                                    | 1:46,2  | Manfred Matuschewski · NRD                                                       | 1:46,8  |
| Bieg na 1500 metrów (szczegóły)                | John Whetton · Wielka Brytania                                                         | 3:39,4 CR | Frank Murphy · Irlandia                                                          | 3:39,5  | Henryk Szordykowski · Polska                                                     | 3:39,8  |
| Bieg na 5000 metrów (szczegóły)                | Ian Stewart · Wielka Brytania                                                          | 13:44,8   | Raszyd Szarafietdinow · ZSRR                                                     | 13:45,8 | Alan Blinston · Wielka Brytania                                                  | 13:47,6 |
| Bieg na 10 000 metrów (szczegóły)              | Jürgen Haase · NRD                                                                     | 28:41,6   | Mike Tagg · Wielka Brytania                                                      | 28:43,2 | Nikołaj Swiridow · ZSRR                                                          | 28:45,8 |
| Maraton (szczegóły)                            | Ron Hill · Wielka Brytania                                                             | 2:16:48   | Gaston Roelants · Belgia                                                         | 2:17:22 | Jim Alder · Wielka Brytania                                                      | 2:19:06 |
| Bieg na 110 metrów przez płotki (szczegóły)    | Eddy Ottoz · Włochy                                                                    | 13,5 CR   | David Hemery · Wielka Brytania                                                   | 13,7    | Alan Pascoe · Wielka Brytania                                                    | 13,9    |
| Bieg na 400 metrów przez płotki (szczegóły)    | Wiaczesław Skomorochow · ZSRR                                                          | 49,9      | John Sherwood · Wielka Brytania                                                  | 50,1    | Andy Todd · Wielka Brytania                                                      | 50,3    |
| Bieg na 3000 metrów z przeszkodami (szczegóły) | Michaił Żelew · Bułgaria                                                               | 8:25,0 CR | Aleksandr Morozow · ZSRR                                                         | 8:25,6  | Władimir Dudin · ZSRR                                                            | 8:26,6  |
| Sztafeta 4 × 100 metrów (szczegóły)            | Francja · Alain Sarteur · Patrick Bourbeillon · Gérard Fenouil · François Saint-Gilles | 38,8 CR   | ZSRR · Aleksandr Lebiediew · Władisław Sapieja · Nikołaj Iwanow · Wałerij Borzow | 39,3    | Czechosłowacja · Ladislav Kříž · Dionýz Szögedi · Jiří Kynos · Luděk Bohman      | 39,5    |
| Sztafeta 4 × 400 metrów (szczegóły)            | Francja · Gilles Bertould · Christian Nicolau · Jacques Carette · Jean-Claude Nallet   | 3:02,3 CR | ZSRR · Jewgienij Borisienko · Borys Sawczuk · Jurij Zorin · Aleksandr Bratczikow | 3:03,0  | RFN · Horst-Rüdiger Schlöske · Ingo Röper · Gerhard Hennige · Martin Jellinghaus | 3:03,1  |
| Chód na 20 kilometrów (szczegóły)              | Paul Nihill · Wielka Brytania                                                          | 1:30:48   | Leonida Caraiosifoglu · Rumunia                                                  | 1:31:06 | Mykoła Smaha · ZSRR                                                              | 1:31:20 |
| Chód na 50 kilometrów (szczegóły)              | Christoph Höhne · NRD                                                                  | 4:12:33   | Peter Selzer · NRD                                                               | 4:16:10 | Wieniamin Sołdatienko · ZSRR                                                     | 4:23:05 |

### konkurencje techniczne
| konkurencja                | złoto                      | złoto    | srebro                         | srebro | brąz                    | brąz  |
| -------------------------- | -------------------------- | -------- | ------------------------------ | ------ | ----------------------- | ----- |
| Skok wzwyż (szczegóły)     | Walentin Gawriłow · ZSRR   | 2,17     | Reijo Vähälä · Finlandia       | 2,17   | Erminio Azzaro · Włochy | 2,17  |
| Skok o tyczce (szczegóły)  | Wolfgang Nordwig · NRD     | 5,30 CR  | Kjell Isaksson · Szwecja       | 5,20   | Aldo Righi · Włochy     | 5,10  |
| Skok w dal (szczegóły)     | Igor Ter-Owanesian · ZSRR  | 8,17     | Lynn Davies · Wielka Brytania  | 8,07   | Tõnu Lepik · ZSRR       | 8,04  |
| Trójskok (szczegóły)       | Wiktor Saniejew · ZSRR     | 17,34 CR | Zoltán Cziffra · Węgry         | 16,85  | Klaus Neumann · NRD     | 16,68 |
| Pchnięcie kulą (szczegóły) | Dieter Hoffmann · NRD      | 20,12 CR | Heinz-Joachim Rothenburg · NRD | 20,05  | Hans-Peter Gies · NRD   | 19,78 |
| Rzut dyskiem (szczegóły)   | Hartmut Losch · NRD        | 61,72 CR | Rickard Bruch · Szwecja        | 61,08  | Lothar Milde · NRD      | 59,34 |
| Rzut młotem (szczegóły)    | Anatolij Bondarczuk · ZSRR | 74,68 WR | Romuald Klim · ZSRR            | 72,74  | Reinhard Theimer · NRD  | 72,02 |
| Rzut oszczepem (szczegóły) | Jānis Lūsis · ZSRR         | 91,52 CR | Pauli Nevala · Finlandia       | 89,58  | Janusz Sidło · Polska   | 82,90 |
| Dziesięciobój (szczegóły)  | Joachim Kirst · NRD        | 8041 CR  | Herbert Wessel · NRD           | 7828   | Wiktor Czełnokow · ZSRR | 7801  |

## Kobiety

### konkurencje biegowe
| konkurencja                                 | złoto                                                                          | złoto      | srebro                                                                     | srebro | brąz                                                                     | brąz   |
| ------------------------------------------- | ------------------------------------------------------------------------------ | ---------- | -------------------------------------------------------------------------- | ------ | ------------------------------------------------------------------------ | ------ |
| Bieg na 100 metrów (szczegóły)              | Petra Vogt · NRD                                                               | 11,66      | Wilma van den Berg · Holandia                                              | 11,74  | Anita Neil · Wielka Brytania                                             | 11,81  |
| Bieg na 200 metrów (szczegóły)              | Petra Vogt · NRD                                                               | 23,30      | Renate Meißner · NRD                                                       | 23,33  | Val Peat · Wielka Brytania                                               | 23,34  |
| Bieg na 400 metrów (szczegóły)              | Nicole Duclos · Francja                                                        | 51,72 WR   | Colette Besson · Francja                                                   | 51,74  | Maria Sykora · Austria                                                   | 53,0   |
| Bieg na 800 metrów (szczegóły)              | Lillian Board · Wielka Brytania                                                | 2:01,50 CR | Annelise Damm Olesen · Dania                                               | 2:02,6 | Vera Nikolić · Jugosławia                                                | 2:02,6 |
| Bieg na 1500 metrów (szczegóły)             | Jaroslava Jehličková · Czechosłowacja                                          | 4:10,77 WR | Mia Gommers · Holandia                                                     | 4:11,9 | Paola Pigni · Włochy                                                     | 4:12,0 |
| Bieg na 100 metrów przez płotki (szczegóły) | Karin Balzer · NRD                                                             | 13,29      | Bärbel Podeswa · NRD                                                       | 13,68  | Teresa Nowak · Polska                                                    | 13,77  |
| Sztafeta 4 × 100 metrów (szczegóły)         | NRD · Regina Höfer · Renate Meißner · Bärbel Podeswa · Petra Vogt              | 43,63 CR   | RFN · Bärbel Hähnle · Jutta Stöck · Rita Jahn · Ingrid Becker              | 44,09  | Wielka Brytania · Anita Neil · Denise Ramsden · Sheila Cooper · Val Peat | 44,39  |
| Sztafeta 4 × 400 metrów (szczegóły)         | Wielka Brytania · Rosemary Stirling · Pat Lowe · Janet Simpson · Lillian Board | 3:30,8 WR  | Francja · Bernadette Martin · Nicole Duclos · Éliane Jacq · Colette Besson | 3:30,8 | RFN · Christa Czekay · Antje Gleichfeld · Inge Eckhoff · Christel Frese  | 3:32,7 |

### konkurencje techniczne
| konkurencja                | złoto                              | złoto    | srebro                         | srebro | brąz                            | brąz  |
| -------------------------- | ---------------------------------- | -------- | ------------------------------ | ------ | ------------------------------- | ----- |
| Skok wzwyż (szczegóły)     | Miloslava Rezková · Czechosłowacja | 1,83 CR  | Antonina Łazariewa · ZSRR      | 1,83   | Mária Mračnová · Czechosłowacja | 1,83  |
| Skok w dal (szczegóły)     | Mirosława Sarna · Polska           | 6,49     | Viorica Viscopoleanu · Rumunia | 6,45   | Berit Berthelsen · Norwegia     | 6,44  |
| Pchnięcie kulą (szczegóły) | Nadieżda Cziżowa · ZSRR            | 20,43 WR | Margitta Gummel · NRD          | 19,58  | Marita Lange · NRD              | 19,56 |
| Rzut dyskiem (szczegóły)   | Tamara Daniłowa · ZSRR             | 59,28 CR | Ludmiła Murawjowa · ZSRR       | 59,24  | Karin Illgen · NRD              | 58,66 |
| Rzut oszczepem (szczegóły) | Angéla Ránky · Węgry               | 59,76 CR | Magda Vidos · Węgry            | 58,80  | Walentina Ewert · ZSRR          | 56,56 |
| Pięciobój (szczegóły)      | Liese Prokop · Austria             | 5030 CR  | Meta Antenen · Szwajcaria      | 4793   | Marija Siziakowa · ZSRR         | 4773  |

## Objaśnienia skrótów
WR - rekord świata
ER - rekord Europy
CR - rekord mistrzostw Europy